# Euparyphus elegans
Espèce
Synonymes
Cyphomyia elegans Wiedemann, 1830
Euparyphus elegans est une espèce de diptères brachycères de la famille des Stratiomyidae, de la sous-famille des Stratiomyinae et de la tribu des Oxycerini. Elle est trouvée au Mexique.
Il s'agit de l'espèce type de son genre.